# 珍海
珍海（ちんかい、寛治5年（1091年） - 仁平2年11月23日（1152年12月20日））は、平安時代後期の学僧・画僧。父は絵師藤原基光（春日基光）。
東大寺で三論教学、醍醐寺で因明（いんみょう）などを学び、浄土教にも学識があった。絵師であった父を受け継いで絵画に秀で、東寺所蔵の「聖天図像」や醍醐寺所蔵の「十二天図像」などの作品がある。1147年（久安4年）には「法華堂根本曼荼羅」を修理したという。